# Икса (приток Чаи)
И́кса (сельк. И́ме кы, Евга) — река в Новосибирской и Томской областях России, правый приток Чаи. Название происходит тюркского йик — «река».
Длина — 430 км, площадь бассейна — 6130 км². По данным наблюдений с 1965 по 2000 год среднегодовой расход воды в 68 от устья составляет 15,05 м³/с. Среднемноголетний годовой сток — 0,2 км³/год.
Икса начинается на границе Томской и Новосибирской областей, течёт по границе между ними, затем поворачивает на север и впадает в Чаю у села Подгорного.
Населённые пункты на реке: Плотниково, Бородинск, Копаное Озеро, Восточное, Ермиловка, Подгорное.
В 1960—1970-е годы на реке в 5 км выше села Подгорного действовала Иксинская ГЭС, до настоящего времени сохранилось здание ГЭС и плотина.

## Притоки
- 9 км: река Терсон
- 15 км: река Табога
- 31 км: река Кванцо
- 42 км: река Пиза
- 68 км: река Муза (Сев. Муза)
- 97 км: река Еланка
- 106 км: река Ниж. Чумандай
- 124 км: река Рыбная
- 143 км: река Пуньжа
- 165 км: река Антик
- 197 км: река без названия
- 229 км: река Гавриловка
- 260 км: река Нижняя Яря
- 269 км: река Ярушка
- 288 км: река Бобровка

## Данные водного реестра
По данным государственного водного реестра России относится к Верхнеобскому бассейновому округу, речной бассейн — (Верхняя) Обь до впадения Иртыша, речной подбассейн — Чулым, водохозяйственный участок — Обь от впадения реки Чулым до впадения реки Кеть.